# مونتي دو كارمو
مونتي دو كارمو بلدية في ولاية توكانتينس في المنطقة الشمالية من البرازيل.